# Fisca
Il Fisca è un torrente affluente in destra idrografica del Malone, nella provincia di Torino; il perimetro del suo bacino è di 40 km.

## Corso
Il torrente nasce tra il Monte Rolei e il Monte Grosso, due tra le ultime elevazioni del crinale che separa le Valli di Lanzo dai bacini dell'Orco e del Malone.
Dopo aver formato una brevissima valle aperta sulla pianura e divisa tra i comuni di Balangero e di Mathi Canavese il Fisca raggiunge il pianalto della Vauda che percorrerà, con andamento pressoché rettilineo, fino alla confluenza nel Malone.

Il suo corso scende in direzione est/sud-est e inizialmente, attraversando i territori di Grosso, Nole e San Carlo Canavese, incide appena la coltre di sedimenti che forma la Vauda.
Ad est della strada provinciale di Front, che scavalca il Fisca presso San Francesco al Campo, il torrente comincia a scavare una valletta boscosa che gradualmente si approfondisce fino all'uscita nella pianura canavesana, che avviene appena a sud di Lombardore.
Il Fisca termina il suo corso dopo poco confluendo nel Malone a quota 217 m s.l.m..

## Affluenti
Nonostante un percorso relativamente lungo il Fisca non ha affluenti di rilievo perché il suo bacino è limitato a sud da quello del Bendola e a nord dal Rio Mignana, che scorrono quasi paralleli e a breve distanza dal Fisca.
Queste caratteristiche del bacino idrografico del Fiasca spiegano la portata media piuttosto esigua.

## Stato ambientale
Nonostante il torrente si tenga fino a Lombardore piuttosto lontano da qualsiasi centro abitato di una certa dimensione le sue acque ricevono apporti di azoto rilevanti a causa della presenza in zona di vari allevamenti zootecnici.

La parte della valletta del Fisca appena a monte di Lombardore è anche interessata dall'inquinamento acustico generato durante le competizioni da un autodromo realizzato a partire dal 1973 a breve distanza dal corso d'acqua.